# Родакове
Родакове — селище в Україні, у Зимогір'ївській міській громаді Алчевського району Луганської області України. Населення становить 6 292 особи. До 2020 орган місцевого самоврядування — Родаківська селищна рада.
Відповідно до Розпорядження Кабінету Міністрів України від 12 червня 2020 року № 717-р «Про визначення адміністративних центрів та затвердження територій територіальних громад Луганської області» увійшло до складу Зимогір'ївської міської громади.
Знаходиться на тимчасово окупованій території України

## Географія
Селище Родакове розташоване на правобережжі річки Лугань, на деякому від неї віддаленні в південному напрямку. Через селище проходять залізниці, станція Родакове.
Сусідні населені пункти: села Красний Луч, Суходіл і Новодачне на півночі, Замостя, Говоруха, Новоселівка на північному сході, села Сабівка на сході, Гайове і Весела Тарасівка на південному сході, селища Біле і Юр'ївка на півдні, Лотикове на південному заході, Лозівський на заході, місто Зимогір'я на північному заході.

## Історія
Історія виникнення та розвій селища щільно пов'язані із залізницею. Попри те, що в цій місцевості, здогадно на самому березі річки Лугань існувало село з однойменною назвою, засноване офіцерами Бахмутського гусарського полку.
У квітні 1918 на вокзалі селища перебували каральні загони комуністичного ватажка Климента Ворошилова.
Селищем Родакове стало офіційно зватися з 1938, але станція виникла трохи раніше, 1910–1911 років, коли для вивезення донбаського вугілля в північно-західні губернії Російської імперії, а також для витіснення з Балтійського узбережжя закордонного вугілля почалася будова Північно-Донецької залізниці (Лиха–Родакове–Харків). На новій залізниці було збудовано 36 станцій, включно зі Святогірськом, Лиманом, Ямою, Нирковим, Сентянівкою, Родаковим тощо. Пізніше на станціях Лиман, Краматорська, Ниркове й Родакове було засновано паротягові депо (нині — локомотивні депо).
За першої світової війни Сіверсько-Донецька залізниця використовувалася також для швидкого перекидання військ на фронт.
За Другої світової війни поблизу станції Родакове в районі 61-го кілометра відтинку залізниці Дебальцеве — Луганськ у липні 1941, після кількаденних боїв, німецькі пікірувальні бомбардувальники знищили бронепотяг радянськіх військ «За Родину».
2007 року відтинок залізниці Дебальцеве–Луганськ електрифіковано, й ним курсує електропотяг підвищеного комфорту Донецьк–Луганськ.

### Російсько-українська війна 2014 року
Під час війни 2014 року селище було кілька місяців окуповане російськими терористами. 23 серпня 2014 року село в ході антитерористичної операції звільнене від проросійських терористів українськими військами. 25-го терористи здійснили обстріл села з мінометів, відбулися численні руйнування будинків та газопроводу. 30 серпня продовжувалися зачистки Родакового українськими військами від терористів. 31 серпня терористи обстріляли селище з реактивних систем залпового вогню «Град», постраждала будівля школи, двоповерховий багатоквартирний будинок і будівля місцевого Будинку Культури. Місцеві жителі говорять про жертви серед мирного населення, вівся вогонь по позиціях сил АТО і блокпостах.
Протягом боїв 28-30 січня 2015 року поблизу Родакового знищено близько 6 одиниць бронетехніки російсько-терористичних військ.

## Транспорт
Підприємства з обслуговування залізничного транспорту. Засновані у 1880-х роках.
Родакове є великим залізничним вузлом на перетині відтинків Дебальцеве–Луганськ і Сентянівка–Лутугине, що належать до Луганського відділення Донецької залізниці. Є локомотивне депо. Найвизначніша будівля — вокзал.

## Демографія
10'500 меш. (1966), 10'500 меш. (2001).

## Соціальна галузь
- вузлова лікарня
- стадіон
- будинок культури залізничників
- середня загальноосвітня школа
- православний храм на честь священомученика Володимира Богоявленського
- дві книгозбірні
- підприємство побутового обслуговування «Мрія»

## Визначні уродженці Родакового
- Ляшко Олександр Павлович — український радянський політичний діяч
- Клейбус Федір Степанович — Герой Радянського Союзу
- Осенін Юрій Іванович (* 1952) — український вчений-залізничник
- Ляшко Олександр Павлович (* 1952) — український вчений-залізничник